# くま川鉄道KT-500形気動車
KT-500形気動車（KT-500がたきどうしゃ）は、くま川鉄道が保有する鉄道車両（気動車）である。

## 概要
くま川鉄道が開業した1989年から運行しているKT-200形が老朽化しており、置き換えのため本形式の車両を導入することになった。2014年1月に新潟トランシスによりKT-501 - KT-503の3両が製造され、KT-201・KT-202を置き換えた。さらに、同年12月にはKT-504・KT-505の2両を増備した。通常運行のほか、観光列車「田園シンフォニー」（後述）として2020年3月まで運行されていた。
前面左右の窓の上部にそれぞれ前照灯を2個ずつ配し、貫通扉の上部にLED式の行先表示器を設け、前面窓下に尾灯を配置している。列車情報制御装置TICSを装備し、運転台にはくま川鉄道で初のワンハンドルマスコンを採用している。また、地元産の木材（ヒノキ）を多用した車内設備が特徴となっている。
座席は当初、ソファやテーブル付きのカウンター席、ボックス席もある観光列車向けの配置をしたセミクロスシートであったが、沿線の熊本県立多良木高等学校の閉校などにより、人吉市へ通学する学生が増加し、混雑悪化により乗り切れない事態が頻発したため、2019年8月下旬から朝夕の高校生の通学輸送環境改善として、ロングシート配置に変更されテーブルも撤去された。一部の車両にある子供向け展望席や特産工芸品を展示する棚は存置されている。各車両便所付きで、車体は18m級である。
先行のKT-203「KUMA1」、KT-103「KUMA2」と同様、インダストリアルデザイナーの水戸岡鋭治がデザインを担当。「人吉球磨盆地特有の四季をイメージ」して、車両ごとに季節のテーマを設定し、車体色や内装を変えている。
- KT-501 : 「冬」（茶）
- KT-502 : 「秋」（赤）
- KT-503 : 「春」（ベージュ）
- KT-504 : 「夏」（青）
- KT-505 : 「白秋」（白）

くま川鉄道湯前線の沿線が田園地帯であることから、各車両共通のデザインとしてベートーヴェンの交響曲第6番「田園」をモチーフにしており、車体にはト音記号をアレンジしたマークと「田園」の一節を表す音符が描かれている。

## 観光列車「田園シンフォニー」
1日1往復、観光列車「田園シンフォニー」として3両編成（車両は運行日により異なる）で運行する。人吉温泉発湯前行きの下りは、景色を見やすくするため速度を落として運転するほか、見学や地元の「おもてなし隊」による物産品の販売のために途中駅の停車時間も増やし、通常より約20分長い所要時間1時間10分で運転。軽食や物産品の車内販売も行う。下り列車の乗車に際しては運賃のほか座席指定料金（300円）が別途必要になる。折り返しの上りは、各駅停車・全車自由席で通常の列車と同じ運行となる。運行開始から2015年のダイヤ改正までは、土日祝日と一部の平日の運行で通過駅があったが、改正以降は毎日運行し各駅停車となっている。
なお、2014年3月8日の「田園シンフォニー」運行開始日には水戸岡も乗車した。
2015年1月15日には、「おそらく最初で最後」の、5両編成での運行が行われた。湯前方から「春・夏・秋・白秋・冬」の順で連結された。
2020年3月8日をもって、田園シンフォニーを使用した観光ハピネストレインの運行は終了した。

### 2015年ダイヤ改正前までの停車駅（下りのみ）
人吉温泉駅 → 川村駅 → 一武駅 → 木上駅 → おかどめ幸福駅 → あさぎり駅 → 多良木駅 → 東多良木駅 → 湯前駅

## 令和2年7月豪雨による被災
2020年（令和2年）7月の令和2年7月豪雨では、人吉温泉駅の車庫に留置されていた本形式の全車両が浸水する被害を受けた。同豪雨では湯前線も大きな被害を受け全線で不通となったため、本形式はそれ以降運用されていなかった。
その後、同年8月にKT-503のエンジン始動に成功したものの、5両全車が点検、整備を行わないと営業運転に使用できない状況となっていた。
復旧の進捗により、2021年（令和3年）11月28日から湯前線が肥後西村駅 - 湯前駅間で運行を部分再開することとなり、あさぎり駅構内に仮設車両基地が設けられ、本形式のうち3両が陸送により搬入されて運行を再開した。

## ギャラリー

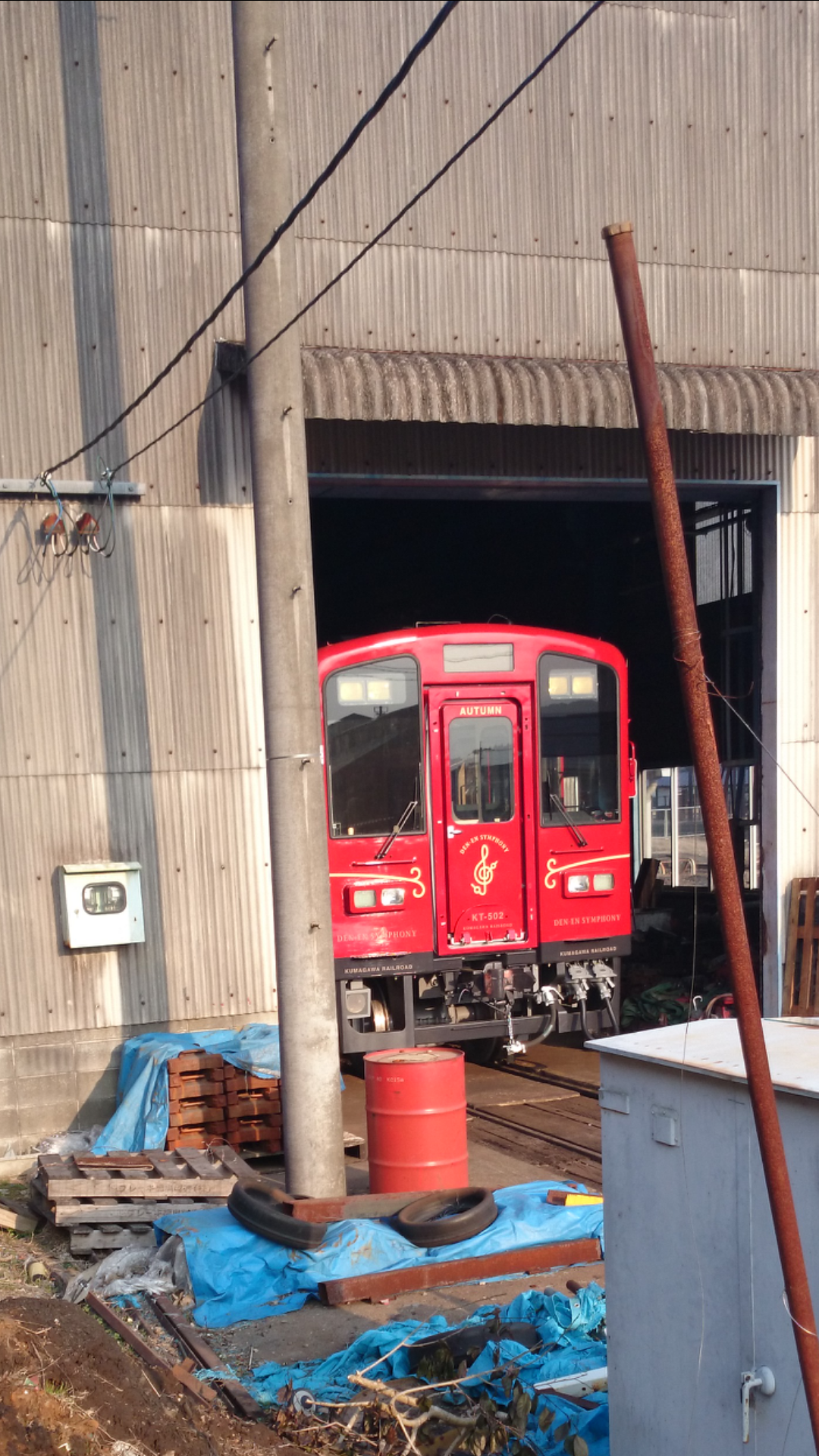
KT-502（くま川鉄道車庫にて）
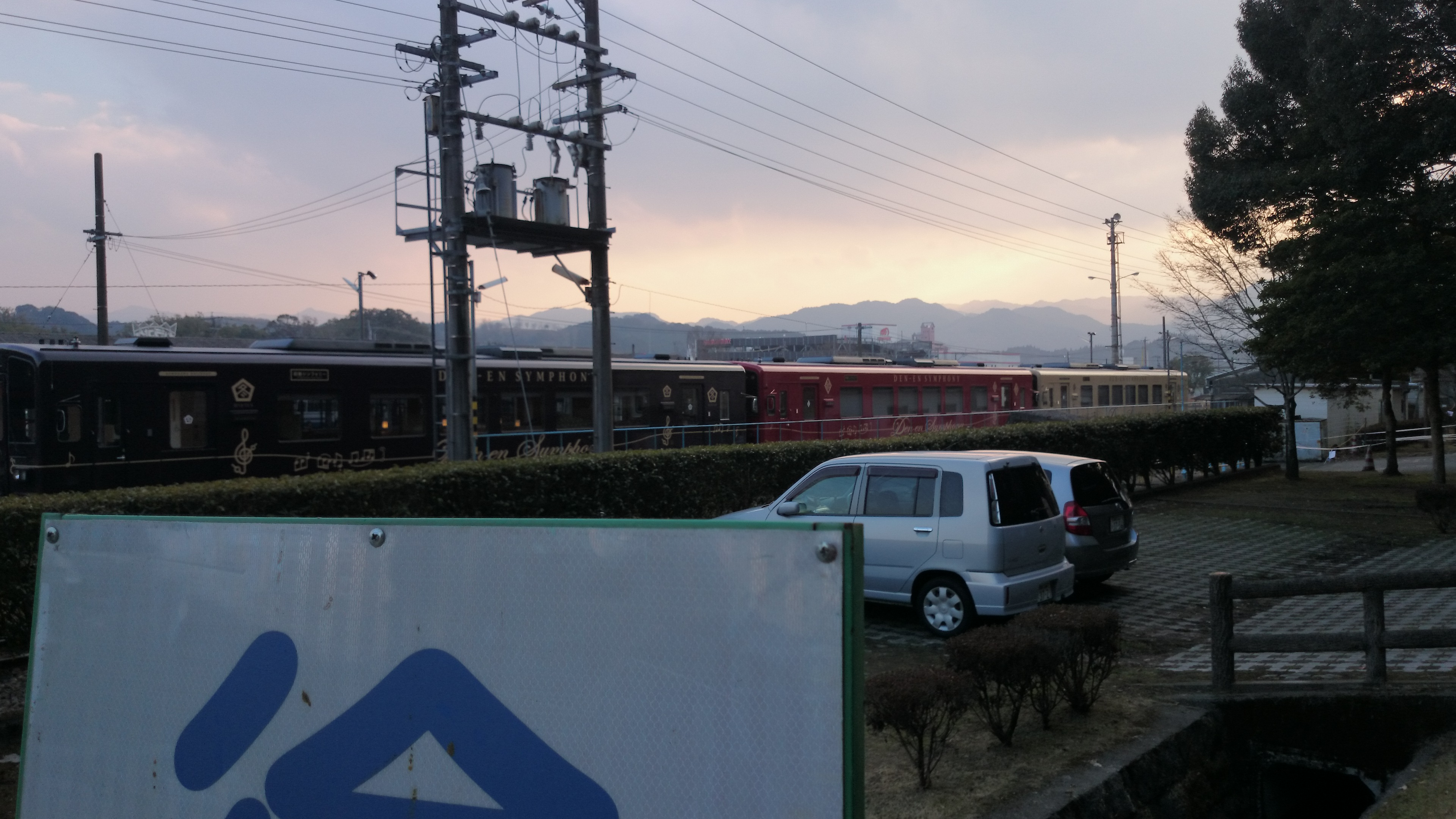
左の車両からKT-501、KT-502、KT-503
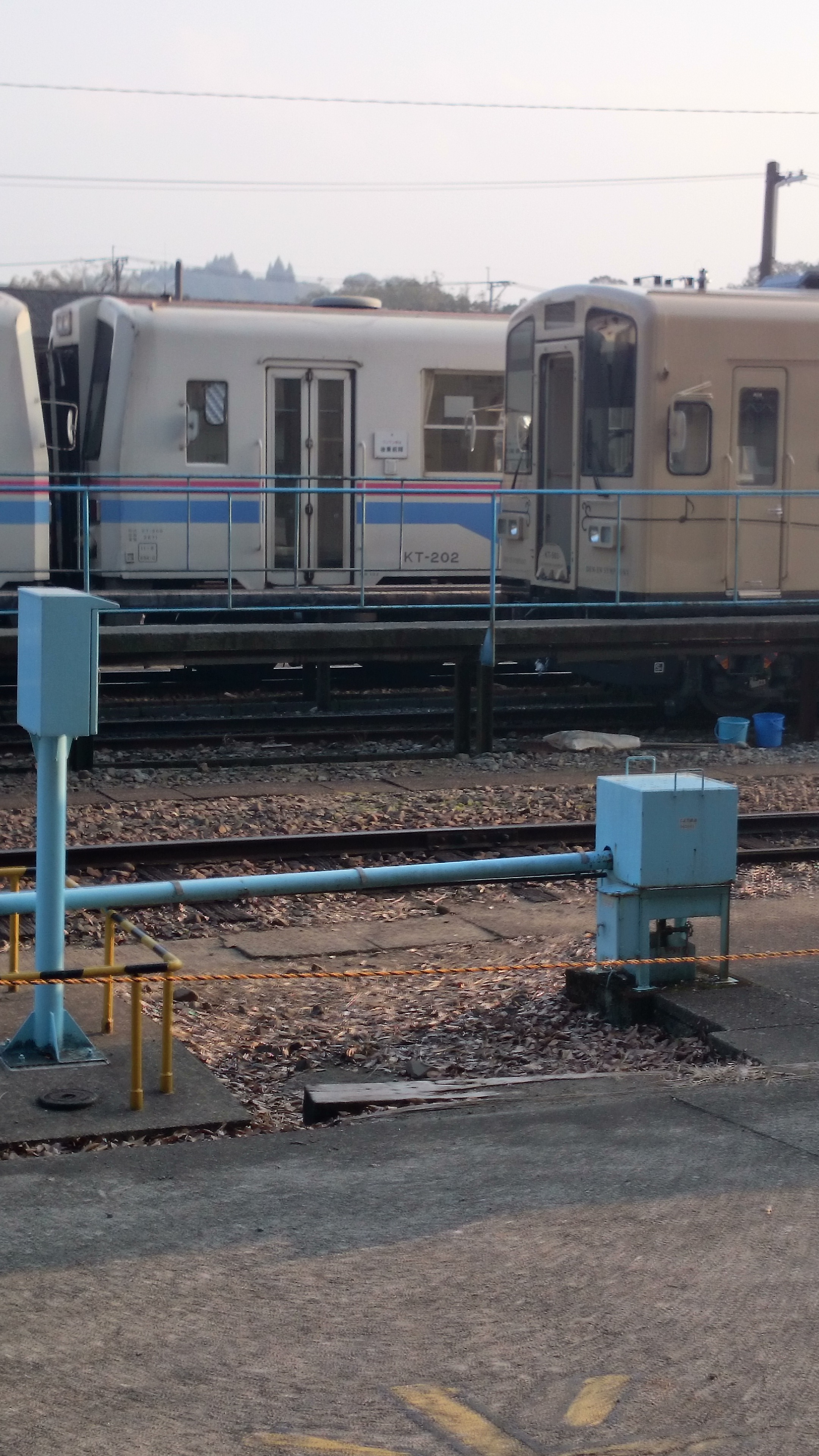
手前がKT-503
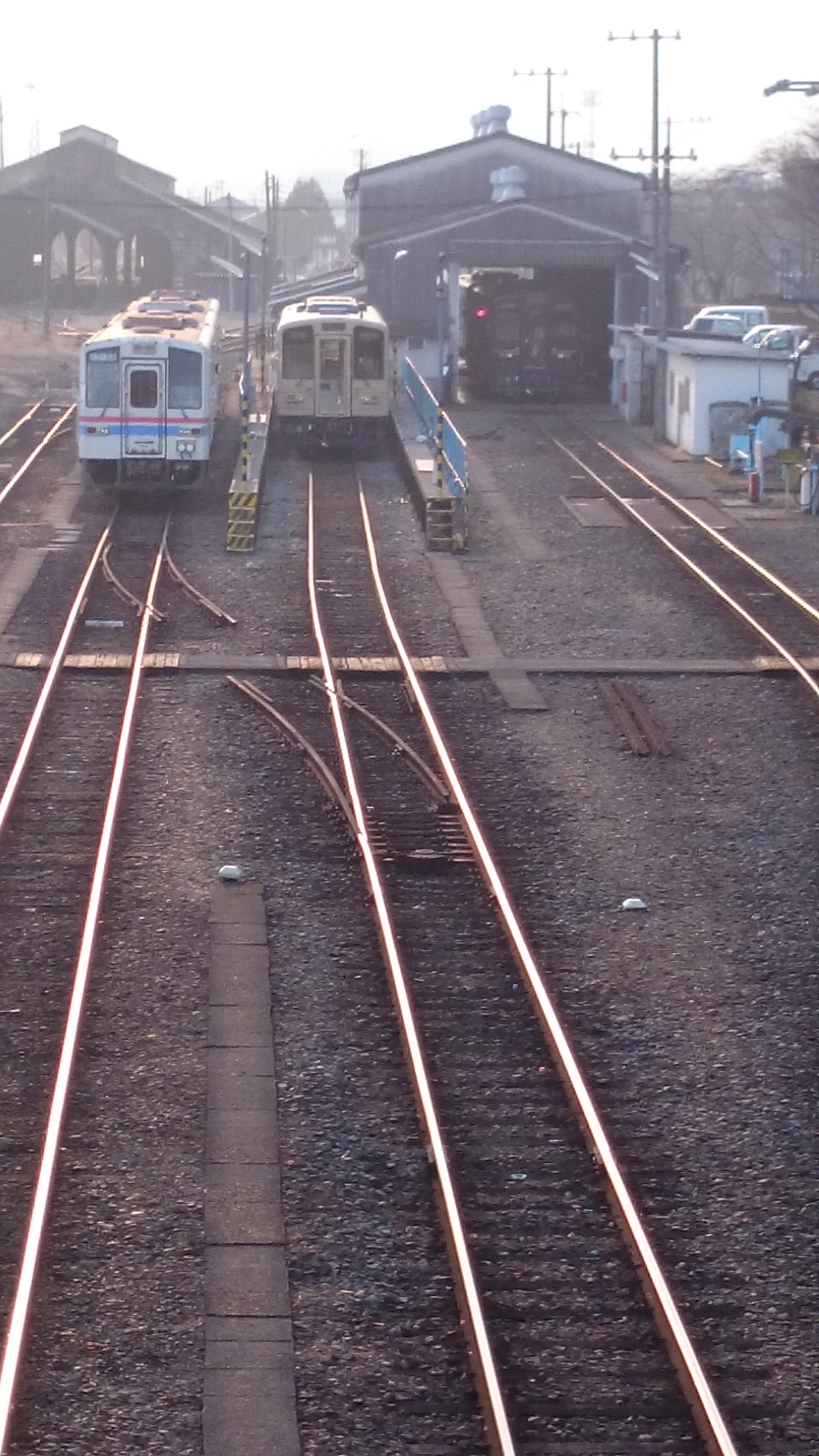
くま川鉄道跨線橋から撮影